# 랭정역
랭정역(冷井驛)은 조선민주주의인민공화국 황해남도 옹진군의 철도역이다. 옹진선과 연결되어 있다.